# Copa Challenger da FIFA de 2024
A Copa Challenger da FIFA de 2024 foi a edição inaugural da competição oficial de futebol promovida pela Federação Internacional de Futebol (FIFA), servindo como playoff para a final da Copa Intercontinental de 2024.
A disputa foi vencida pelo Pachuca, vencedor do Dérbi das Américas de 2024, que derrotou na disputa por pênaltis por 6–5 o Al-Ahly, campeão da Copa África-Ásia-Pacífico de 2024, em jogo único no Catar, após empate em 0–0 no tempo normal e na prorrogação.

## Sede
A FIFA anunciou que o Estádio 974 foi escolhido para receber a disputa.
| Doha               | DohaCopa Challenger da FIFA de 2024 (Qatar) |
| ------------------ | ------------------------------------------- |
| Estádio 974        | DohaCopa Challenger da FIFA de 2024 (Qatar) |
| Capacidade: 44 089 | DohaCopa Challenger da FIFA de 2024 (Qatar) |
|                    | DohaCopa Challenger da FIFA de 2024 (Qatar) |

## Equipes classificadas
| Confederação | Equipe  | Classificação                                | Data da classificação  |
| ------------ | ------- | -------------------------------------------- | ---------------------- |
| CONCACAF     | Pachuca | Campeão do Dérbi das Américas de 2024        | 11 de dezembro de 2024 |
| CAF          | Al-Ahly | Campeão da Copa África-Ásia-Pacífico de 2024 | 29 de outubro de 2024  |

## Transmissão
A transmissão do torneio em 2024 ficou a cargo dos canais SporTV (TV fechada), FIFA+ (streaming) e CazéTV (streaming). A Globo (TV aberta) transmitiria caso o Botafogo tivesse chegado à competição.

## Partida
| 14 de dezembro | Pachuca | 0 – 0 (pro)                | Al-Ahly | Estádio 974, Doha                            |
| 20:00 (UTC+3)  |         | Relatório (FIFA) Soccerway |         | Público: 38 841 Árbitro: AUS Alireza Faghani |

|                                                           |       | Penalidades                                          |  |
| Rondón Bastón Cabral Idrissi Deossa Montiel Rodriguez Gil | 6 – 5 | Aafsha Rabia Ateya Kahraba Kamal El Solia Tau Fattah |  |

|  | Pachuca |  | Al-Ahly |  |

|                  |    |                     |       |            |
| G                | 25 | Carlos Moreno       |       |            |
| Z                | 8  | Bryan González      |       |            |
| Z                | 22 | Gustavo Cabral      |       |            |
| Z                | 24 | Luis Rodríguez      | 102'  |            |
| Z                | 33 | Andrés Micolta      |       |            |
| V                | 5  | Pedro Pedraza       |       | 109'       |
| V                | 14 | Alfonso González    | 32'   | 46'        |
| V                | 26 | Alán Bautista       | 40'   | 56'        |
| M                | 28 | Elías Montiel       |       |            |
| A                | 11 | Oussama Idrissi     |       |            |
| A                | 23 | Salomón Rondón      |       |            |
| Substitutos:     |    |                     |       |            |
| G                | 12 | David Shrem         |       |            |
| G                | 31 | José Eulogio        |       |            |
| Z                | 2  | Sergio Barreto      |       |            |
| Z                | 3  | Alonso Aceves       |       |            |
| Z                | 32 | Carlos Sánchez      |       |            |
| Z                | 35 | Jorge Berlanga      |       |            |
| M                | 6  | Nelson Deossa       |       | 46'        |
| M                | 10 | Ángel Mena          | 90+7' | 56' 120+1' |
| M                | 30 | Sergio Hernandez    |       |            |
| M                | 40 | Jose Pablo Saldivar |       |            |
| M                | 7  | Faber Gil           |       | 109'       |
| A                | 9  | Borja Bastón        |       | 120+1'     |
| A                | 18 | Alexéi Domínguez    |       |            |
| A                | 27 | Owen González       |       |            |
| A                | 29 | Sergio Aguayo       |       |            |
| Técnico:         |    |                     |       |            |
| Guillermo Almada |    |                     |       |            |

|               |    |                     |     |       |
| G             | 1  | Mohamed El-Shenawy  |     |       |
| Z             | 3  | Omar Kamal          |     |       |
| Z             | 5  | Ramy Rabia          |     |       |
| Z             | 6  | Yasser Ibrahim      |     |       |
| Z             | 8  | Akram Tawfik        |     | 100'  |
| Z             | 18 | Yahia Attiyat Allah |     | 90+2' |
| V             | 13 | Marwan Attia        |     |       |
| V             | 14 | Hussein El Shahat   |     | 71'   |
| V             | 22 | Emam Ashour         | 77' |       |
| M             | 29 | Taher Mohamed       |     | 90+2' |
| A             | 9  | Wessam Abou Ali     |     | 78'   |
| Substitutos:  |    |                     |     |       |
| G             | 16 | Hamza Alaa          |     |       |
| G             | 37 | Mostafa Makhlouf    |     |       |
| Z             | 2  | Khaled Abdelfattah  |     | 90+2' |
| Z             | 4  | Yousef Aymen        |     |       |
| Z             | 15 | Achraf Dari         |     |       |
| Z             | 33 | Karim El Debes      |     |       |
| M             | 10 | Percy Tau           |     | 90+2' |
| M             | 12 | Reda Slim           |     |       |
| M             | 17 | Amr El Solia        |     | 100'  |
| M             | 19 | Mohamed Magdy       |     | 71'   |
| M             | 20 | Karim Walid         |     |       |
| M             | 23 | Omar El Saaiy       |     |       |
| M             | 36 | Ahmed Nabil Koka    |     |       |
| M             | 7  | Mahmoud Kahraba     |     | 78'   |
| A             | 32 | Samir Mohamed       |     |       |
| Técnico:      |    |                     |     |       |
| Marcel Koller |    |                     |     |       |

| Bandeirinhas: AUS Anton Shchetinin AUS Ashley Beecham Quarto árbitro: QAT Salman Ahmad Falahi Árbitro assistente de vídeo: QAT Khamis Al-Marri | Regulamento - 90 minutos - 30 minutos de prorrogação caso haja empate no tempo normal - Persistindo o empate, o vencedor será decidido nas penalidades máximas - 15 jogadores substitutos - Máximo de cinco substituições, com uma sexta sendo permitida em caso de prorrogação |

## Premiação
| Copa Challenger da FIFA de 2024 |
| México                          |
| ------------------------------- |
| PACHUCA Campeão (1.º título)    |